# Pachín
Pachín, vlastním jménem Enrique Pérez Díaz (28. prosince 1938 Torrelavega – 10. února 2021, Madrid), byl španělský fotbalista, obránce.

## Fotbalová kariéra
Hrál ve Španělsku za Gimnástica de Torrelavega, Burgos CF, CA Osasuna, Real Madrid a Betis Sevilla. Kariéru končil v mexickém týmu Deportivo Toluca FC. S Realem Madrid získal 7 mistrovských titulů a jednou vyhrál španělský fotbalový pohár. Byl členem španělské reprezentace na mistrovství světa ve fotbale 1962, nastoupil ve 2 utkáních. Za reprezentaci Španělska nastoupil v letech 1960-1963 ve 8 utkáních. V Poháru mistrů evropských zemí nastoupil ve 32 utkáních, dvakrát pohár s Realem vyhrál. V Interkontinentálním poháru nastoupil ve 3 utkáních a jednou pohár s Realem získal.

## Ligová bilance
| Ročník                   | Zápasy | Góly | Klub                      |
| ------------------------ | ------ | ---- | ------------------------- |
| Tercera División 1956/57 | -      | -    | Gimnástica de Torrelavega |
| Tercera División 1957/58 | -      | -    | Burgos CF                 |
| Primera División 1958/59 | 23     | 1    | CA Osasuna                |
| Segunda División 1959/60 | -      | -    | Plus Ultra Madrid         |
| Primera División 1960/61 | 25     | 0    | Real Madrid               |
| Primera División 1961/62 | 26     | 1    | Real Madrid               |
| Primera División 1962/63 | 28     | 1    | Real Madrid               |
| Primera División 1963/64 | 22     | 0    | Real Madrid               |
| Primera División 1964/65 | 25     | 0    | Real Madrid               |
| Primera División 1965/66 | 8      | 0    | Real Madrid               |
| Primera División 1966/67 | 13     | 0    | Real Madrid               |
| Primera División 1967/68 | 1      | 0    | Real Madrid               |
| Segunda División 1965/66 | 24     | 0    | Betis Sevilla             |
| 1. mexická liga 1969/70  | -      | -    | Deportivo Toluca FC       |
| 1. mexická liga 1970/71  | -      | -    | Deportivo Toluca FC       |
| CELKEM Primera División  | 171    | 3    |                           |

## Trenérská kariéra
Trénoval španělské týmy Galáctico Pegaso, CA Osasuna, Real Valladolid, Levante UD, UD Almería, Hércules CF, Albacete Balompié a Granada CF.